# Воскобійник Михайло Григорович
Михайло Григорович Воскобійник (нар. 21 листопада 1918, Миргород, Полтавщина — 11.09 2001, Флорида (похований в Баунд-Бруці, Нью-Джерсі) США) — український політик, вчений-історик, журналіст, основоположник УРДП, член уряду УНР на вигнанні, голова Української Національної Ради (1989-1992). Дійсний член УВАН та НТШ.
Відповідно до українського законодавства є борцем за незалежність України у XX столітті.

## Біографія
Навчався в Харківському, Гейдельбергському, Сіракузському та Пенсільванському університетах (в останньому 1972 року здобув докторат з філософії).
Протягом Німецько-радянської війни видавав українські газети у Миргородському гебіті.
У вимушену еміграцію потрапив під час ІІ Світової війни, оскільки, як син репресованого у часи сталінського беззаконня, не міг бути лояльним до радянського режиму. Ця обставина надихнула М. Воскобійника на активну участь у політичній боротьбі за незалежну Україну, яку вели до 1991 року представники української діаспори й демократичному розвитку якої сприяють нині.
Жив спочатку в Німеччині, а потім у США. У 1946-54 — редагував газету «Українські вісті» (Новий Ульм, Німеччина). В 1958-64 — співробітник радіостанції «Визволення» (згодом «Свобода»). До 1987 працював у Центральному Коннектикутському університеті як викладач історії Східної Європи, зокрема, України. Був членом американських українських наукових організацій УВАН (Української вільної академії наук), Української академії мистецтва та науки, НТШ (Наукового товариства Шевченка) та інших.
Як політик М. Воскобійник формувався, зокрема під впливом письменника й політика Івана Багряного — лідера Української Демократично-Республіканської партії, якого й змінив на посту її керівника.
Тривалий час (1989—1992) М. Воскобійник очолював Українську Національну Раду — парламент Державного центру УНР (Української Народної Республіки в екзилі), який припинив свою діяльність у зв'язку з проголошенням незалежної української держави в 1991 році. М. Воскобійник був учасником офіційної передачі в Києві естафети влади від УНР Україні.
До кінця свого життя видатний політик працював на консолідацію української нації, єднання її, незалежно від кордонів та континентів.